# Mark Slade

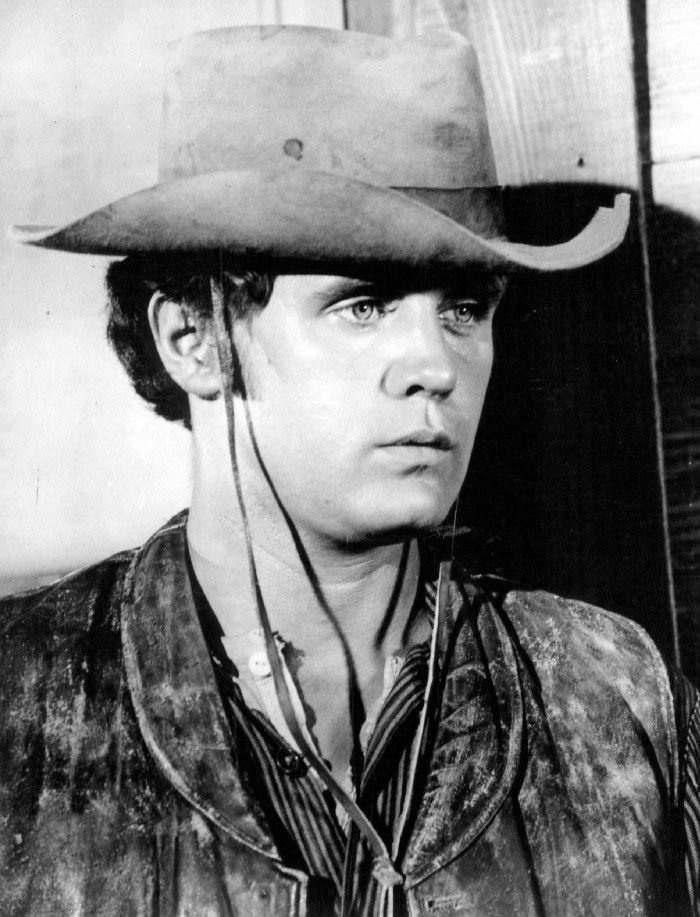
Mark Slade i TV-serien High Chaparral 1968

Mark Van Blarcom Slade, född 1 maj 1939, är en amerikansk skådespelare. Han medverkade åren 1967-1970 i TV-westernserien High Chaparral (gestaltade ynglingen Billy Blue Cannon). Slade har även medverkat i ett antal andra TV-serier genom åren, exempelvis Cagney & Lacey samt deckarserien Perry Mason. Vid sidan om skådespeleriet har Slade gjort sig känd som en duktig serietecknare.